# Esercito-FIGH Futura Roma
L'Esercito-FIGH Futura Roma, meglio noto semplicemente come Futura Roma o Futura, è stata una squadra federale di pallamano con sede nella città di Roma.

## Storia
Nell'estate del 2011, l'allora presidente della FIGH Francesco Purromuto opta per un progetto federale diverso dal solito: viene formata una squadra femminile tutta italiana che vivrà e si allenerà al Centro Sportivo dell'Esercito, formata da giovani promesse della pallamano italiana in modo tale da formare una squadra del futuro per provare a raggiungere la qualificazione alle Olimpiadi di Rio de Janeiro 2016.
La squadra viene affidata dal DT Marco Trespidi; al primo anno di attività la squadra partecipa al campionato italiano, raggiungendo le semifinali scudetto e quelle di Coppa Italia. 
Ma il campionato italiano sta stretto a Futura, che così viene iscritta per la sua seconda stagione al campionato sloveno, dove ben figura e vince 11 delle 16 partite disputate.
Per le stagioni successive la squadra non partecipa a nessun campionato, ma disputa molti incontri con squadre della Croazia, del Montenegro, della Tunisia, della Slovenia e dell'Ungheria.
Al termine della stagione 2015-2016 la squadra viene smantellata, in quanto l'obiettivo Olimpiadi non si concretizza.

## Strutture
L'Esercito-FIGH Futura Roma disputava le sessioni di allenamento al Centro Sportivo Olimpico dell'Esercito sito in Largo dei Portabandiera a Roma.

## Palmares
- Campionato italiano di beach handball: 1

2014

## Allenatori
- Marco Trespidi
- Michael Niederwieser
- Neven Hrupec
- Tamas Neukum
- Mia Radoi